# Марко Вілла
Марко Вілла (італ. Marco Villa, 8 лютого 1969) — італійський велогонщик.
Бронзовий призер Олімпійських Ігор 2000 року в медісоні.
Переможець Середземноморських ігор 1991 (гонка з роздільним стартом на шосе), 1991 (гонка за очками) років.
Чемпіон світу з трекових велоперегонів 1995 (медісон), 1996 (медісон) років, срібний призер 1997 року в медісоні, бронзовий призер 1989 року в аматорській командній гонці переслідування.
Срібний призер Чемпіонату Європи з велоперегонів на треку 1995, 2001 років у медісоні.